# Willkommlangea
Willkommlangea is een geslacht van plasmodiale slijmzwammen uit de familie Physaraceae. Het bevat één soort, namelijk Willkommlangea reticulata .